# Bruce Hayes
Bruce Hayes – amerykański językoznawca, profesor na Uniwersytecie Kalifornijskim w Los Angeles.
W 1980 roku doktoryzował się pod kierunkiem Morrisa Hallego w Massachusetts Institute of Technology.
Zainteresowania naukowe Bruce’a Hayesa obejmują fonologię (zwłaszcza suprasegmentalną) oraz akwizycję języka. Bruce Hayes znany jest przede wszystkim za książkę Metrical Stress Theory: Principles and Case Studies (1995), w której przedstawia teorię akcentu wyrazowego opartą na typologii językowej.

## Publikacje książkowe
- (1985) A Metrical Theory of Stress Rules, Garland Press, New York.
- (1995) Metrical Stress Theory:  Principles and Case Studies, University of Chicago Press, Chicago, 15 + 455 pp. ISBN 0-226-32104-5.
- (2004) Hayes, Bruce, Robert Kirchner, and Donca Steriade, eds., Phonetically Based Phonology.  Cambridge:  Cambridge University Press.   ISBN 0-521-82578-4.
- (2008) Introductory Phonology.  Malden, MA:  Blackwell.  ISBN 1-4051-8411-6.